# 廃虚の唇
『廃虚の唇』（はいきょのくちびる）は、黒岩重吾の小説。及びそれを原作とした1964年のテレビドラマ。1963年には『黒の駐車場』のタイトルで映画化されている。

## 概要・ストーリー
原作の小説は週刊読売に連載、単行本は光文社から出版された。
製薬会社の若い社長である泉田敬は、自分を見込んで、自分の会社を下請けにしてくれた丸木製薬の営業部長・松崎が謎の死を遂げたのをきっかけに、松崎の死の真相を追うことになる。特務機関CICをバックに、泉田はこの混乱期を背徳と転身で生き抜いて行き、この事件や現代社会に絡む政治家、悪徳弁護士らの衝突、複雑で醜い人間関係を描いていく。

## テレビドラマ版
1964年4月2日から1964年9月24日まで、NET（現・テレビ朝日）系列にて全26話が放映。放送時間は毎週木曜日21：45 - 22：45（1964年4月30日まで）、毎週木曜日22：00 - 23：00（1964年5月7日から）。放映形式はモノクロ16mmフィルム。

### スタッフ
- 原作：黒岩重吾（光文社 刊）
- 企画：片岡政義
- 脚本：今村文人、石郷岡豪
- 監督：伊賀山正光、鈴木敏郎、今村農夫也
- 助監督：田中秀夫、坂本太郎、他
- 音楽：西山登
- 撮影：土屋俊忠
- 照明：吉岡伝吉
- 録音：上出栄二郎
- 編集：伊吹勝雄
- 美術：有隅徳重
- 記録：小橋菜菜 他
- 進行：奈良場繁
- 協力：中田プロ
- 制作：NET、東映テレビプロ

### 主題歌
- オープニングテーマ：『廃虚の唇』 歌：天知茂 （作詞：水木かおる、作曲：藤原秀行、編曲：廣瀬雅一　ポリドール・レコード）
- 挿入歌：『星のない夜のブルース』 歌：天知茂 （作詞：水木かおる、作曲：藤原秀行、編曲：廣瀬雅一　ポリドール・レコード）

### キャスト
- 天知茂 （泉田敬）
- 上月左知子 （大谷典子）
- 緑魔子 （松崎節子）
- 高城丈二 （服部）
- 野川由美子 （高橋久子）
- 宮城千賀子 （吉原夏子）
- 加藤治子 （松崎幾子）
- 沢たまき （草川秋子）
- 神田隆 （松崎営業部長）
- 星美智子 （律子）
- 石井伊吉 （井頭）
- 高橋正夫 （丸木製薬新社長・角沼）
- 宮口二朗 （西塚五郎）
- 天草四郎
- 中原美紗緒 （神塚）
- 伊豆肇 （島村）
- 幸田宗丸
- 江見俊太郎 （神郡）
- 深見泰三 （犬塚雷太郎）

#### ゲスト出演
- 第1話 - 桐山明子、古賀京子、香月京子
- 第3話 - 瀬川路三郎（高田権衛門）、村田正雄（三田署刑事）、谷本小夜子、陶隆
- 第6話 - 植田貞光
- 第7話 - 大原譲二（今村）
- 第8話 - 西川敬三郎
- 第13話 - 丘野美子
- 第14話 - 丘野美子
- 第16話 - 稲吉靖
- 第20話 - 室田日出男、梅津栄
- 第21話 - 倉田地三
- 第22話 - 瀬川路三郎、大野英誠
- 第23話 - 岩城力也、室田日出男、中林容子
- 第24話 - 菅沼正
- 第25話 - 植村謙二郎（井上）